# ويليام ر. ريتشاردسون
ويليام ر. ريتشاردسون (بالإنجليزية: William R. Richardson)‏ هو عسكري أمريكي، ولد في 25 مارس 1929 في الصين.